# Kretinga
Kretinga là một thành phố của Litva. Thành phố thuộc hạt Klaipėda. Khu vực định cư được thiết lập năm 1609. Dân số thành phố năm 2008 là 21.452 người.
Đây là thủ phủ của khu vực tự quản Kretinga. Thành phố có cự ly 12 km (7,5 dặm) về phía đông của thị trấn Baltic nổi tiếng về nghỉ mát Palanga, và khoảng 25 km (16 dặm) về phía bắc của thành phố lớn thứ 3 Litva, và là cảng biển chính quốc gia, Klaipeda.
Đây là thành phố lớn nhất 6 trong khu vực dân tộc học Samogitia và các thành phố lớn thứ 18 tại Litva.

## Lịch sử
Kretinga là một trong những thành phố lâu đời nhất ở Litva. Lần đầu tiên, nó đề cập đến năm 1253 như là một lâu đài Cretyn trong điều lệ của giám mục Heinrich Courland. 
Năm 1602, Jan Karol Chodkiewicz xây dựng nhà thờ bằng gỗ đầu tiên trong Kretinga và thành lập một tu viện Benedictine. Sau khoảng mười năm, một nhà thờ gạch mới với một cơ quan ấn tượng được xây dựng. Năm 1610, một trường học nhà thờ đã được mở ra.
Năm 1609, Jan Karol Chodkiewicz thông báo rằng ông sẽ thành lập một thành phố mới bên cạnh ngôi làng cũ và sẽ cấp quyền thành phố Magdeburg mới. Thành phố mới đã thông qua một chiếc áo khoác của cánh tay cho thấy Maria với Chúa Giêsu trong vòng tay của cô bé. Vị thánh bảo trợ của Kretinga vẫn là Đức Trinh Nữ. 